# ثبت (مأرب)
ثبت هي إحدى قرى الجمهورية اليمنية. تتبع جغرافيا لمحافظة مأرب و إداريًا لمديرية حريب القرامش. يبلغ تعداد سكانها 1570 نسمة حسب الإحصاء الذي أجري عام 2004.